# 디지털원패스
디지털원패스(Digital Onepass)는 대한민국 정부기관 웹사이트 통합 인증 서비스이다. 행정안전부가 2018년부터 운영하고 있다. 이용자가 개별 웹사이트마다 각각의 아이디와 비밀번호를 기억해야 하는 불편을 해소하기 위하여 하나의 아이디로 본인이 선택한 인증수단을 사용하여 여러 전자정부 서비스를 이용할 수 있도록 개발되었다.
2020년 기준으로 정부24, 한국장학재단, 국립중앙도서관 등 141개 서비스에서 디지털원패스를 사용할 수 있다.

## 특징
- 디지털원패스는 국민이 여러 공공웹사이트마다 별도의 아이디, 비밀번호를 기억하는 불편을 해소하려는 목적을 가진다. 다만 아이디, 비밀번호 수준의 회원확인 또는 본인인증 수단일 뿐, 전자서명 수준에는 미치지 못한다.[2]
- 디지털원패스 서비스에 가입하기 위해서는 휴대폰 인증 또는 아이핀(I-PIN) 인증을 통한 본인확인을 거쳐야 한다. 다만 주민등록번호 요구받지는 않는다.
- 디지털원패스에 가입할 때 아이디를 만든다. 이 아이디를 변경할 수는 없으나, 회원에서 탈퇴한 후 다른 아이디를 새로 만들어서 가입할 수는 있다.
- 디지털원패스에서 사용하는 인증수단으로는 모바일 인증(지문, 안면, 패턴, PIN, 공동인증서(지문)), 공동인증서(PC), SMS 등이 있다.

## 연혁
- 2018년 디지털원패스 구축 및 서비스 개시
- 2019년 디지털원패스 서비스 확대[3][4]
- 2020년 FIDO 얼라이언스 글로벌 총회에서 정부 및 공공부문 FIDO 적용 우수사례로 선정[5]

## 참고
1. ↑  이용가능 서비스 목록, 디지털원패스 웹사이트
2. ↑  어떤 공공웹사이트에 디지털원패스로 로그인하여 이용하다가 증명서를 발급하는 경우 등 더 높은 보안절차가 필요한 경우에 추가로 공동인증서 등을 요구받을 수 있다. 예를 들어 정부24에 디지털원패스로 로그인하여 여러 정보를 확인할 수 있지만, 주민등록표등본을 발급받기 위해서는 전자서명을 요구받을 수 있다.
3. ↑  아이디 하나로 정부 서비스 간편 로그인…'디지털원패스' 확대, 연합뉴스, 2019년 6월 27일 작성, 2020년 12월 31일 확인
4. ↑  지방세 납부 위택스, 공인인증서 없이 '디지털원패스'로 이용, 연합뉴스, 2019년 12월 8일 작성, 2020년 12월 31일 확인
5. ↑  FIDO 얼라이언스, ‘행안부 디지털 원패스’ 우수사례 선정, 이데일리, 2020년 6월 6일 작성, 2020년 12월 31일 확인